# Hysteroscene
Hysteroscene är ett släkte av fjärilar. Hysteroscene ingår i familjen bastardsvärmare.
Kladogram enligt Catalogue of Life:
| Hysteroscene | \| \| Hysteroscene extravagans \| \| \| \| \| \| Hysteroscene melli \| \| \| \| |
|              | \| \| Hysteroscene extravagans \| \| \| \| \| \| Hysteroscene melli \| \| \| \| |
|              | Hysteroscene extravagans                                                        |
|              |                                                                                 |
|              | Hysteroscene melli                                                              |
|              |                                                                                 |